# Robert Boulin
Robert Boulin (Villandraut, 20 juli 1920 – dood gevonden in Saint-Léger-en-Yvelines, 30 oktober 1979), was een Frans gaullistisch politicus.
Boulin was vijftien jaar regeringslid, een record in de Vijfde Franse Republiek. Zijn dood, na te zijn genoemd in een schandaal, vond plaats onder omstandigheden die nooit volledig zijn opgehelderd. De officiële lezing is zelfmoord.

## Beginjaren
Boulin studeerde letteren en rechten. Tijdens de Tweede Wereldoorlog was hij actief in het verzet. Daarvoor zou hij het Croix de guerre en de Verzetsmedaille krijgen.

Na de oorlog werd hij advocaat in Bordeaux en later in Libourne.

## Politieke loopbaan
Als overtuigd aanhanger van Charles de Gaulle was hij in de jaren vijftig actief bij de gaullistische Républicains Sociaux, die geleid werd door Jacques Chaban-Delmas.
In 1958 werd Boulin voor de nieuwe gaullistische partij UNR verkozen tot afgevaardigde van de Gironde in de Nationale Vergadering. Een jaar later werd hij burgemeester van Libourne. Hij zou in beide mandaten steeds herkozen worden tot aan zijn dood, maar zijn parlementszetel meestal meteen opgeven voor een regeringsfunctie.
In 1961 kwam hij voor het eerst in een regering als staatssecretaris voor Gerepatrieerden. Vervolgens was hij zonder onderbreking staatssecretaris voor Begroting (1962-1967) en voor Economie en Financiën (1967-1968). Daarop werd hij minister van Ambtenarenzaken (1968), Landbouw (1968-1969), Volksgezondheid en Sociale Zekerheid (1969-1972) en Betrekkingen met het Parlement (1972-1973).
Na zijn periode als minister kwam het in 1974 tot een breuk tussen Boulin en diens partijgenoot Jacques Chirac. Deze steunde bij de presidentsverkiezingen van dat jaar niet de gaullistische kandidaat Jacques Chaban-Delmas, een oude vriend en streekgenoot van Boulin, maar Valéry Giscard d'Estaing, zelf geen gaullist. Giscard werd verkozen en benoemde Chirac tot premier. Later in dat jaar wist Chirac de leiding van de gaullistische partij UDR in handen te krijgen. Tussen Boulin en Chirac zou het nooit meer goed komen, hoewel Boulin uiteindelijk niet zou breken met de partij.
In 1976 stapte Chirac op als premier. Hij probeerde vanaf dat moment Giscard te dwarsbomen in de hoop zelf tot president te worden verkozen in de presidentsverkiezingen van 1981. Boulin behoorde destijds tot de enkele gaullisten die toetraden tot de regering van de nieuwe eerste minister Raymond Barre. Aanvankelijk was hij opnieuw minister van Betrekkingen met het Parlement (1976-1977), vervolgens gedelegeerd minister van Economie en Financiën (1977-1978) en ten slotte minister van Arbeid en Participatie (1978-1979).
In 1979 gingen er geruchten dat president Giscard d'Estaing een gaullistische premier zou benoemen, wat het Chirac moeilijker zou maken hem aan te vallen. Daarbij werd de naam van Boulin genoemd, zeker nadat de president openlijk zijn lof over hem had uitgesproken bij een bezoek aan Libourne op 5 oktober. Kort daarop raakte Boulin verwikkeld in een schandaal.

## De affaire van Ramatuelle
Medio 1979 liep een vervolging tegen de omstreden zakenman Henri Tournet, een oude kennis van Boulin. Hij werd beschuldigd van de verkoop van gronden in de Zuid-Franse gemeente Ramatuelle die hij voordien al aan bouwpromotoren had verkocht, zonder die eerste verkoop ooit te hebben laten registreren. Tournet, die een tijdje gearresteerd werd, eiste dat Boulin iets zou doen om die vervolging stop te zetten. Boulin sprak erover met minister van Justitie Alain Peyrefitte, maar deze zei niet te kunnen interveniëren.
Tournet onthulde daarop de onderzoeksrechter dat Boulin in 1974 een van de omstreden terreinen had gekocht om er een buitenverblijf te laten bouwen. Het aankoopbedrag zou Tournet meteen daarop aan Boulin hebben terugbetaald. In ruil had hij Boulin gevraagd om zijn invloed aan te wenden om bouwvergunningen voor de terreinen te krijgen.

Vanaf 17 oktober 1979 verschenen in enkele kranten onthullingen over Boulins betrokkenheid, nadat hij in anonieme brieven was beschuldigd.
Boulin reageerde zeer heftig. Hij ontkende zijn invloed aangewend te hebben voor onwettige bouwvergunningen. Die waren er ook niet gekomen (de bouwvergunning voor zijn buitenverblijf was volkomen correct). Hij zei de grond te hebben gekocht van een firma waarvan hij toen niet wist dat Tournet de eigenaar was. Hij beweerde ook nooit geld van Tournet te hebben ontvangen.

## Dood
Op maandag 29 oktober begaf Boulin zich zoals gewoonlijk naar zijn ministerie. Hij keerde echter vroeg in de namiddag naar zijn huis in de buurt van Parijs terug en gaf zijn chauffeur en lijfwacht vrijaf, om meteen daarop alleen in zijn eigen auto te vertrekken. Toen zijn familie die avond geen nieuws van hem had, doorzochten zijn zoon en schoonzoon het bureau in zijn woning en vonden in de papiermand verscheurde papieren. Op een daarvan was getypt. "Ik ben van plan me te verdrinken in een vijver in het bos van Rambouillet waar ik graag paard reed." Hij had die ochtend zijn vrouw gezegd "Mijn leven is ten einde", maar die had niet begrepen wat hij daarmee bedoelde.
De schoonzoon verwittigde meteen de overheid, waarna een zoekactie in het bos van Rambouillet begon. De volgende ochtend vonden twee gendarmes het lichaam van Boulin in een vijver, met het gezicht in het water. Zijn auto stond vlak bij de vijver.
Volgens een eerste onderzoek was Boulin gestorven aan verdrinking nadat hij barbituraten had ingenomen. Later werd vastgesteld dat het om valium ging (hij zou inderdaad valium uit zijn huisapotheek hebben meegenomen). Het lichaam vertoonde geen sporen van geweld.
De dag nadat zijn lichaam was gevonden, ontvingen een aantal kennissen van hem (waaronder minister Peyrefitte en Chaban-Delmas, toen voorzitter van de Nationale Vergadering) een brief die Boulin, volgens getuigen, enkele uren voor zijn dood zelf in een brievenbus had gedeponeerd. Daarin verdedigde hij nogmaals zijn onschuld in de zaak van Ramatuelle, noemde hij zijn situatie onhoudbaar en verklaarde dat hij zelfmoord zou plegen: "Ik verkies de dood boven de verdenking".